# Karl II. (Innerösterreich)

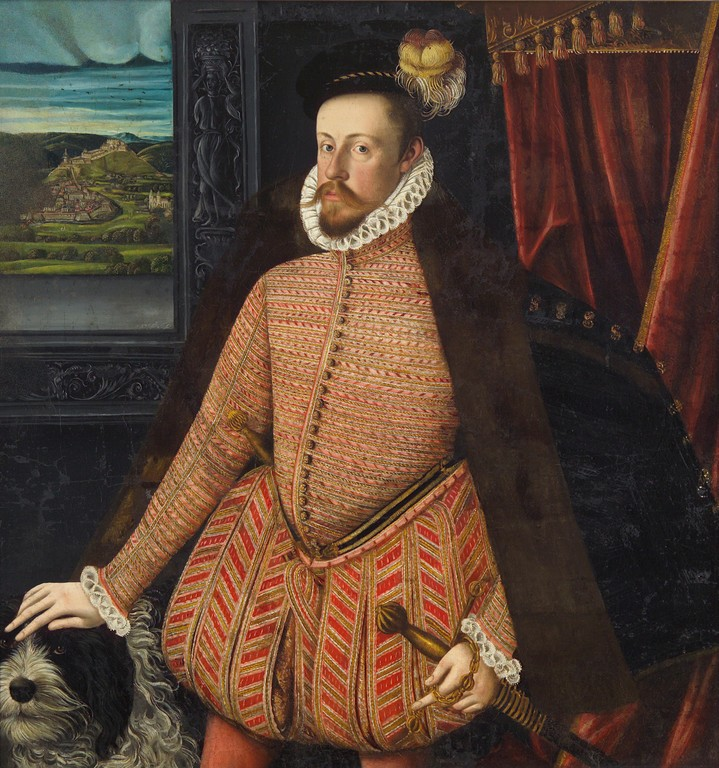
Erzherzog Karl II.

Karl II. Franz von Innerösterreich (* 3. Juni 1540 in Wien; † 10. Juli 1590 in Graz) war von 1564 bis zu seinem Tod Erzherzog von Österreich und regierte in Innerösterreich. Er stammte aus dem Haus Habsburg und war der dritte Sohn des römisch-deutschen Königs und späteren Kaisers Ferdinand I. und der Anna von Böhmen und Ungarn.

## Leben

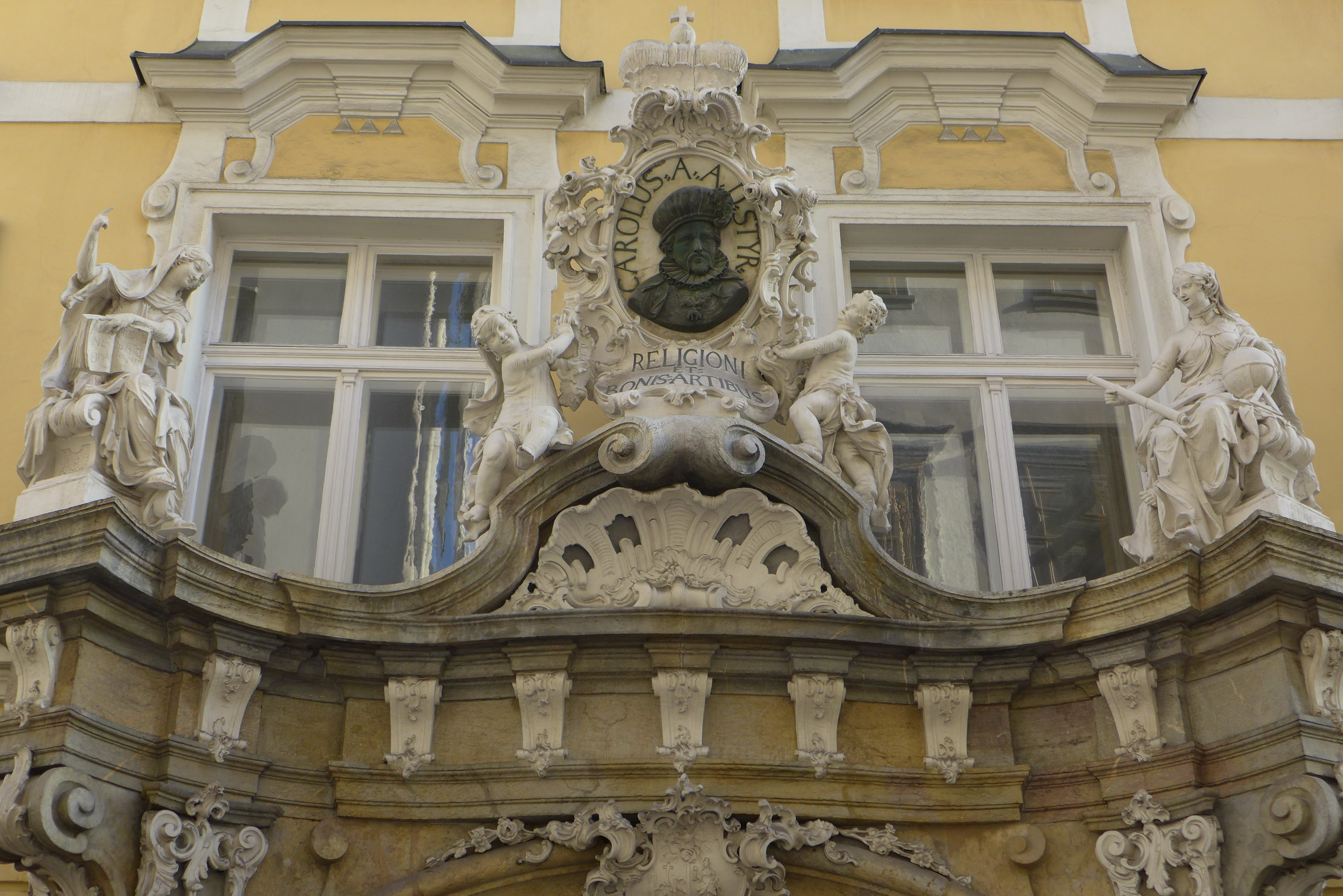
Portrait-Relief Erzherzog Karls II. (Domherrenhof Graz/Adeliges Jesuitenkonvikt 1597–1775: Detail des Portales mit Skulpturen-Schmuck von Veit Königer, 1768)

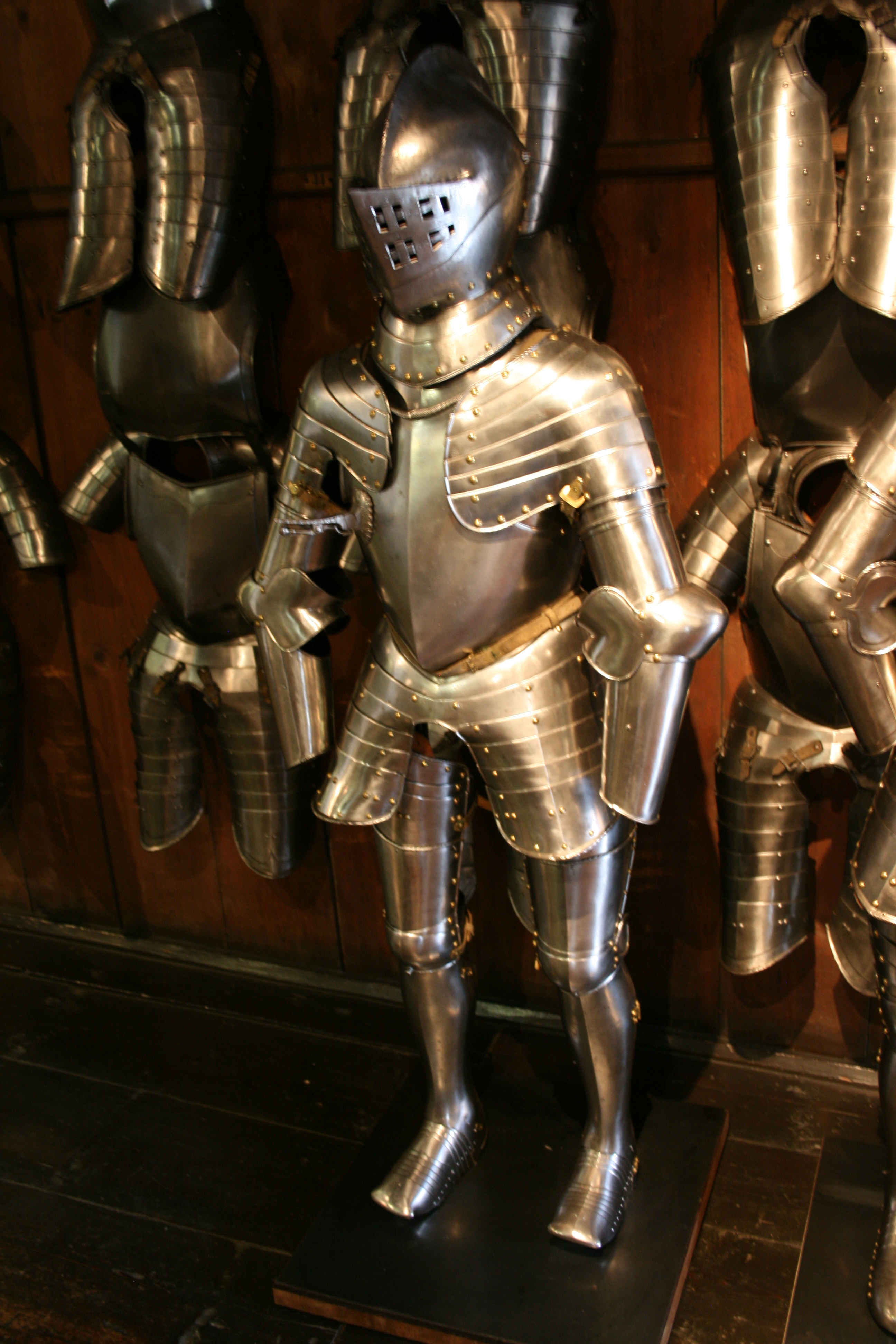
Küriss von Karl II.

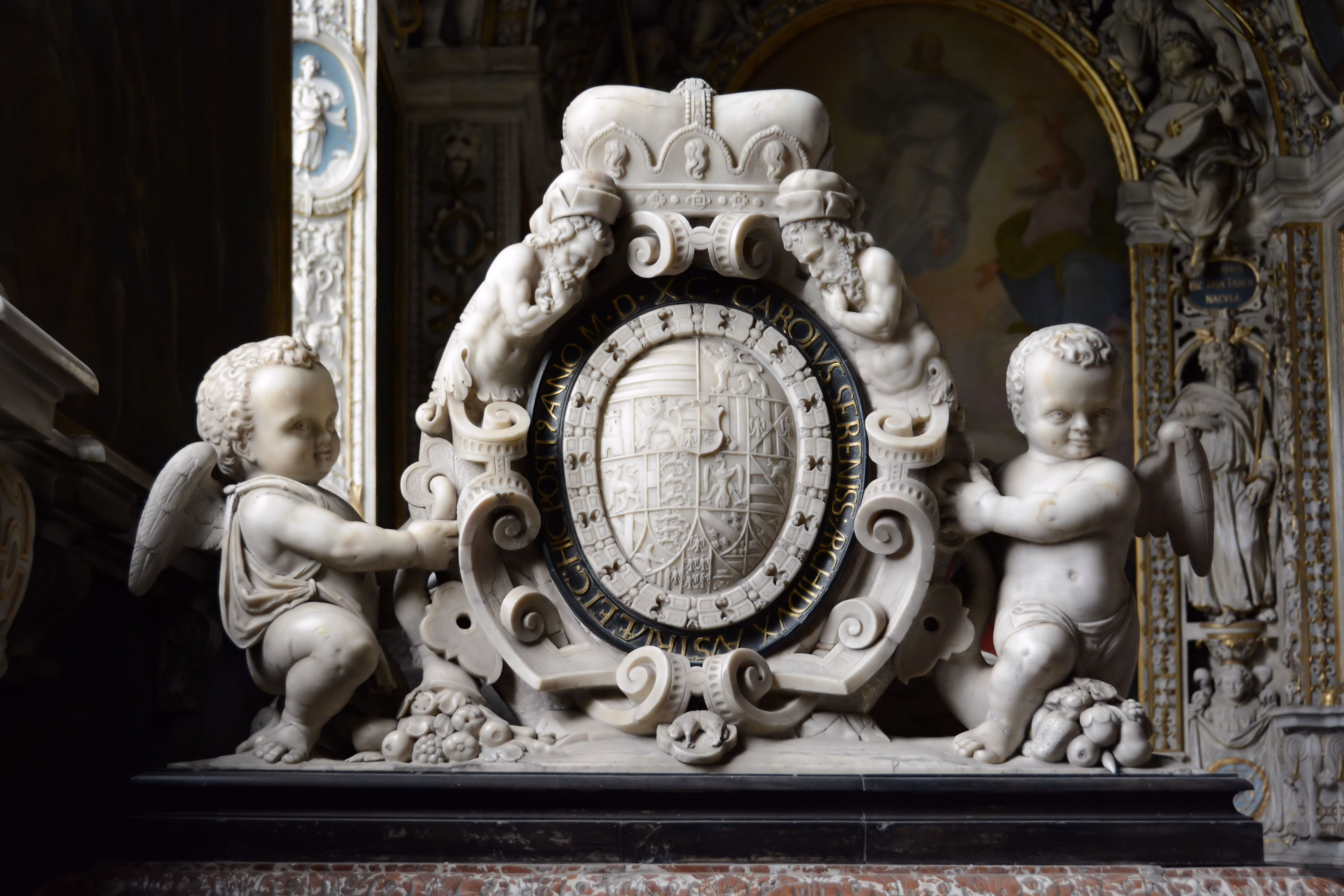
Basilika Seckau, Putten auf Kenotaph halten das Wappen von Karl II., Front (Blick vom Eingang)

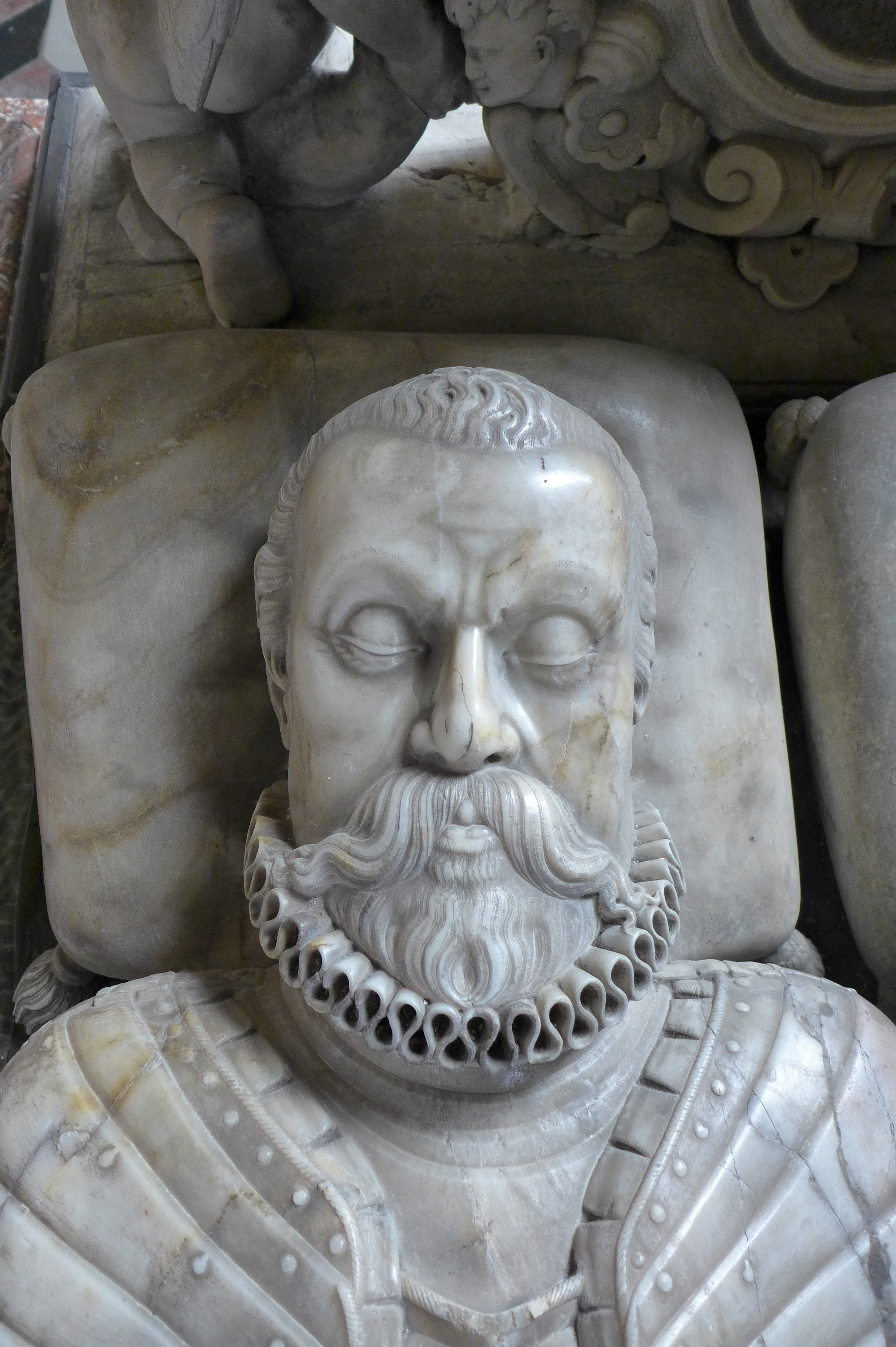
Kopf Erzherzog Karls II. am Kenotaph in der Basilika Seckau

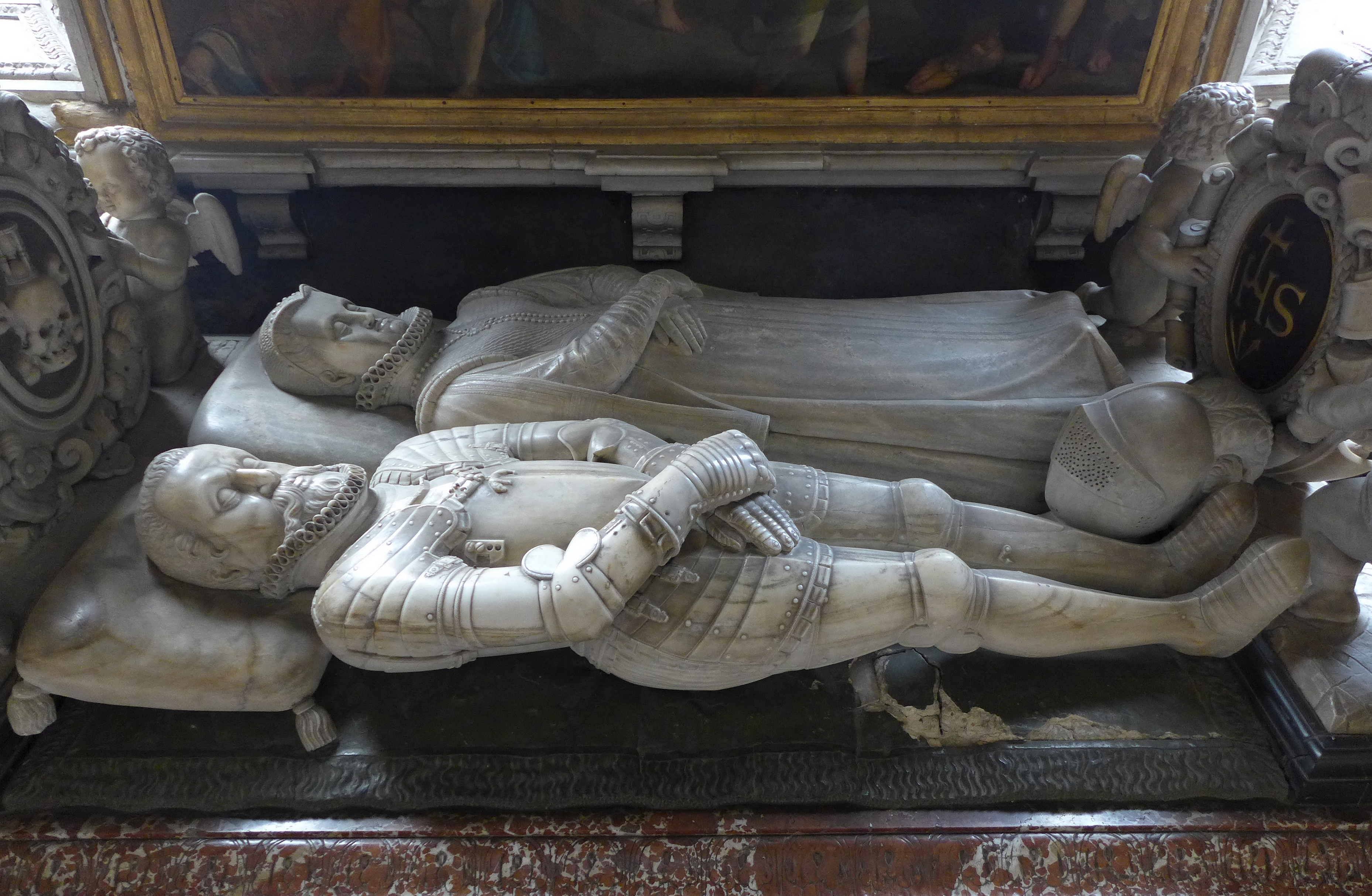
Basilika Seckau, Liegefiguren Erzherzog Karls II. und seiner Gattin Erzherzogin Maria Anna von Bayern auf Kenotaph

Karl bereiste in jungen Jahren das Reich, Italien und Spanien.
In der neuerlichen Erbteilung unter Ferdinand I. (dessen Urgroßvater Friedrich III. hatte Anfang des Jahrhunderts die jahrzehntelange erste Teilung der Habsburgischen Erbländer gerade erst überwunden gehabt) in der Ferdinandeischen Hausordnung erhielt der älteste Bruder Maximilian II. – dem Vater in Glaubensfragen entfremdet – nur die Krone von Böhmen und Ungarn wie auch Niederösterreich (das Erzherzogtum), Ferdinand (II.) bekam Oberösterreich (Tirol und die Vorlande), und der junge Karl, der das 12. von 15 Kindern war, die Herzogtümer Steier(mark), Kärnten, Krain und die Grafschaft Görz. Die Erbteilung bezog sich nur auf die Regentschaft, weiterhin waren im Sinne der Rudolfinischen Hausordnung alle Söhne Erzherzöge der gesamten Erbländer, und gegenseitige Prätendenten.
Mit 24, im Jahr 1564, ließ er sich kurz vor seines Vaters Tod in den ihm zugefallenen Ländern huldigen, und trat die Regentschaft an.
Anders als sein Bruder Maximilian (II.) war er gläubiger Katholik und trieb die Gegenreformation voran, etwa indem er die Jesuiten ins Land holte. Zuvor hatte er den innerösterreichischen Ständen 1572 in den Grazer Religionspazifikationen und 1578 im Brucker Libell erhebliche Zugeständnisse machen müssen, die in der Praxis auf eine Duldung des Protestantismus hinausliefen. Diese Zugeständnisse gegenüber den Protestanten versuchte er in der Folge rückgängig zu machen. Auf einer Konferenz in München im Jahr 1579 verabredete er mit dem päpstlichen Nuntius sowie Vertretern des Herzogtums Bayern, des Erzstifts Salzburg und der Grafschaft Tirol eine Strategie zur Rekatholisierung. Die katholische Obrigkeit sollte die Druckereien kontrollieren, die Abmachungen mit den Ständen zu ihren Gunsten allmählich aufweichen, das Patronatsrecht im katholischen Sinn nutzen, protestantische Prediger verhaften und ausweisen sowie den Bau von evangelischen Kirchen verhindern. Protestantische Funktionsträger sollten Katholiken weichen. Diese Beschlüsse hat er in seinem Territorium konsequent umgesetzt.
Da die innerösterreichische Linie die Hauptlast der Türkenkriege zu tragen hatte, wurde unter anderem 1579 die Festung Karlstadt (Karlovac) in Kroatien gegründet.
Bedeutend ist Karl auch als Förderer von Kunst und Wissenschaft, besonders der Komponist Orlando di Lasso wurde von ihm gefördert. 1573 gründete er das Akademische Gymnasium in Graz, 1585 die Universität in Graz. Sein Mausoleum in der Basilika Seckau, in dem auch acht andere Mitglieder der Familie Habsburg begraben sind, ist eines der bedeutendsten Bauwerke des Frühbarock im Südostalpenraum. Es wurde ab 1587 von Alessandro de Verda erbaut und von Sebastian Carlone bis 1612 vollendet und ausgestaltet. Außer dem Kenotaph in der Basilika Seckau wurde für Karl II. und seine Gemahlin Maria von Bayern auch ein prunkvoller Doppelsarkophag aus Rotmarmor mit vollplastischen Liegefiguren angefertigt, der zunächst im Grazer Klarissinnenkloster im Paradeis aufgestellt wurde und um 1608 von Sebastian Carlone verfertigt worden sein dürfte. In diesem Doppelsarkophag wurde lediglich Maria von Bayern bestattet; nach Aufhebung des Klosters gegen Ende des 18. Jahrhunderts wurde der Doppelsarkophag ins Mausoleum Kaiser Ferdinands II. (Graz) übertragen, wo er sich noch heute befindet.
Ein wichtiger Beitrag Karls zur Reform der vielfach zersplitterten Rechtsordnung in der Steiermark war 1574 die Erlassung einer neuen Verfahrensordnung für die Gerichte, der „Steirischen Landrechtsreformation“. In ihr wurde u. a. die Rechtsformel des Landschadenbundes in den Vorschriftentext übernommen, womit die Verfolgung von Vertragsverletzungen durch unmittelbar durchsetzbare Exekutionsmaßnahmen deutlich vereinfacht wurde. Für die Krain war bereits vorher 1571 eine neue Gerichtsordnung erlassen worden, die mit einem anderen Text (die einzelnen Länder waren damals in diesen Angelegenheiten selbstständig) ebenfalls dieses Thema behandelte.
Da Karl II. spät mit 31 Jahren heiratete und sein erstgeborener Sohn Ferdinand 1572 starb, war sein designierte Nachfolger, der 1578 geborene Ferdinand (als römisch-deutscher Kaiser seit 1619 Ferdinand II.), bei seinem Tod noch minderjährig, womit sein Cousin Ernst, seinerzeit Statthalter in Niederösterreich, in Vormundschaft auch die Regentschaft in Innerösterreich übernahm. Insgesamt blieb die Ferdinandeische Erbteilung nur kurzfristig, da Kaiser Ferdinand II. alle seine Cousins aus den anderen Linien überlebte, ein endgültig gemeinsames Erbe antrat, und damit Karl zum Stammvater des seither regierenden Hauses Österreich in der Erblinie der Innerösterreicher wurde.
Karl II. starb am 10. Juli 1590 in Graz und wurde am 31. Oktober 1590 in der Gruft seines Mausoleums in der Basilika Seckau beigesetzt.

## Ehe und Nachkommen

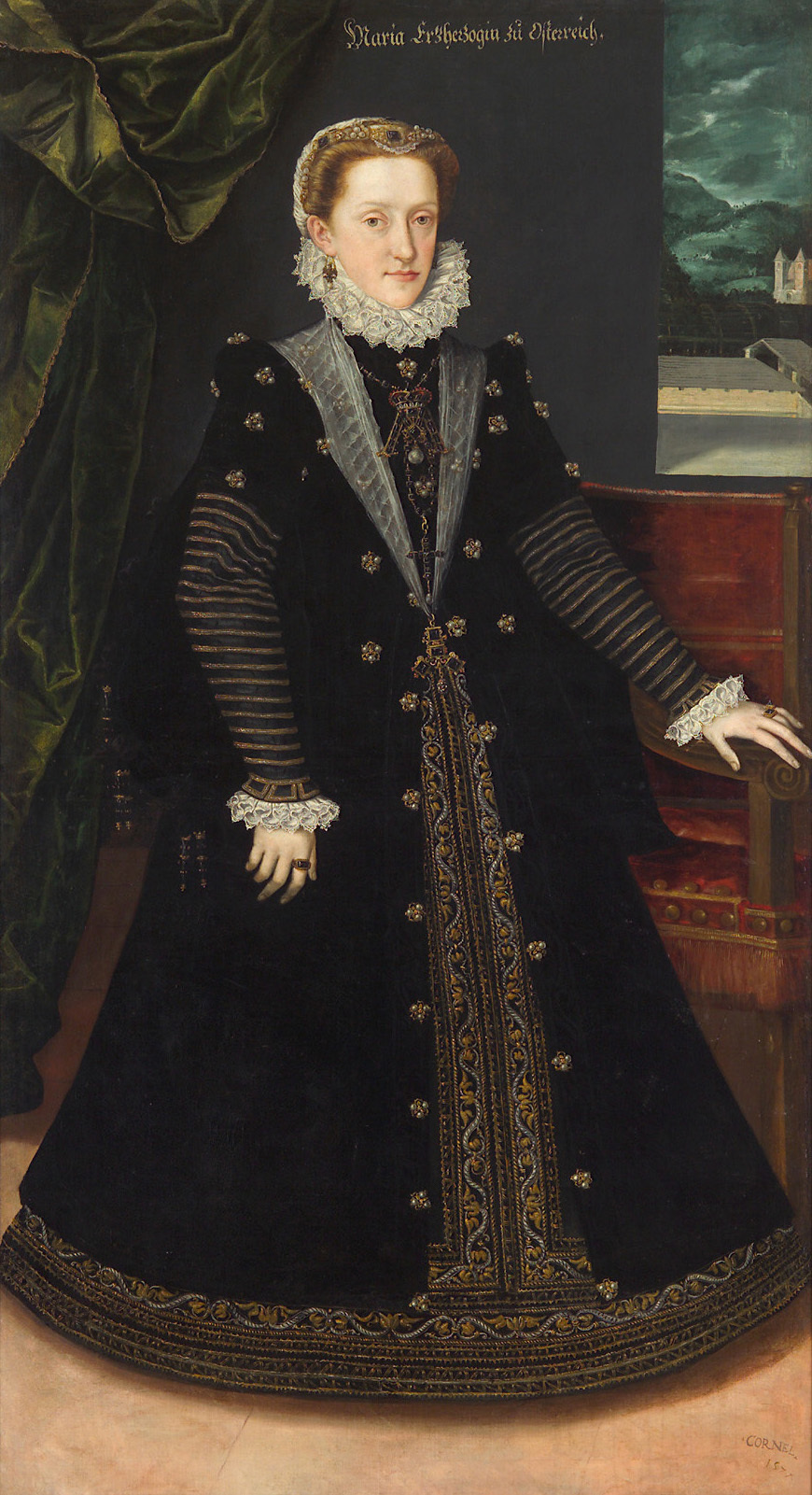
Prinzessin Maria Anna von Bayern, Gemahlin von Karl II.

Zu Beginn der Regierung von Königin Elisabeth I. von England (1533–1603) im Jahre 1558 fasste Kaiser Ferdinand I. eine mögliche Heirat seines Sohnes Erzherzog Ferdinand von Österreich-Tirol mit der protestantischen Königin ins Auge, da er bestrebt war, England auch nach dem Tode der katholischen Königin Maria I. unter dem Einfluss der Habsburger zu halten und die englischen Katholiken zu stützen. Nach Erzherzog Ferdinands Geständnis seiner heimlich geschlossenen Ehe mit Philippine Welser bot der Kaiser die Hand Erzherzog Karls an. Doch die jahrelangen Verhandlungen, von 1559–1560, dann wieder 1564–1568, mit der englischen Königin scheiterten zum einen an der religiösen Frage, zum anderen an Elisabeths Zweifel, überhaupt zu heiraten. Auch die Heiratsverhandlungen mit Maria Stuart (1563/1564) brachten nicht den erwünschten Erfolg. Schließlich ehelichte Karl am 26. August 1571 in einer prunkvollen Zeremonie seine bayrische Nichte Prinzessin Maria Anna, Tochter von Albrecht V., Herzog von Bayern. Aus dieser Ehe gingen 15 Kinder hervor:
1. Ferdinand (*/† 1572)
2. Anna (1573–1598) ⚭ 1592 Sigismund III. Wasa, König von Polen
3. Maria Christina (1574–1621), 1607 Stiftsdame, 1612 Oberin zu Hall/Tirol ⚭ 1595–1599 Sigismund Báthory, Großfürst von Siebenbürgen
4. Katharina Renata (1576–1595)
5. Elisabeth (1577–1586)
6. Ferdinand II. (1578–1637), nachmalig Kaiser
  1. ⚭ Maria Anna von Bayern (1574–1616)
  2. ⚭ Eleonore von Gonzaga (1598–1655)
7. Karl (1579–1580)
8. Gregoria Maximiliane (1581–1597)
9. Eleonore (1582–1620), Stiftsdame zu Hall/Tirol
10. Maximilian Ernst (1583–1616), Erzherzog
11. Margarete (1584–1611) ⚭ 1599 König Philipp III. von Spanien
12. Leopold V. Ferdinand, Erzherzog (1586–1632) ⚭ 1626 Prinzessin Claudia de’ Medici (1604–1648)
13. Maria Magdalena (1587–1631) ⚭ 1608 Cosimo II. de’ Medici, Großherzog von Toskana
14. Constanze (1588–1631) ⚭ 1602 König Sigismund III. von Schweden und Polen aus dem Hause Wasa
15. Karl Joseph, der Postume (1590–1624) – Hochmeister und Bischof von Breslau und Brixen

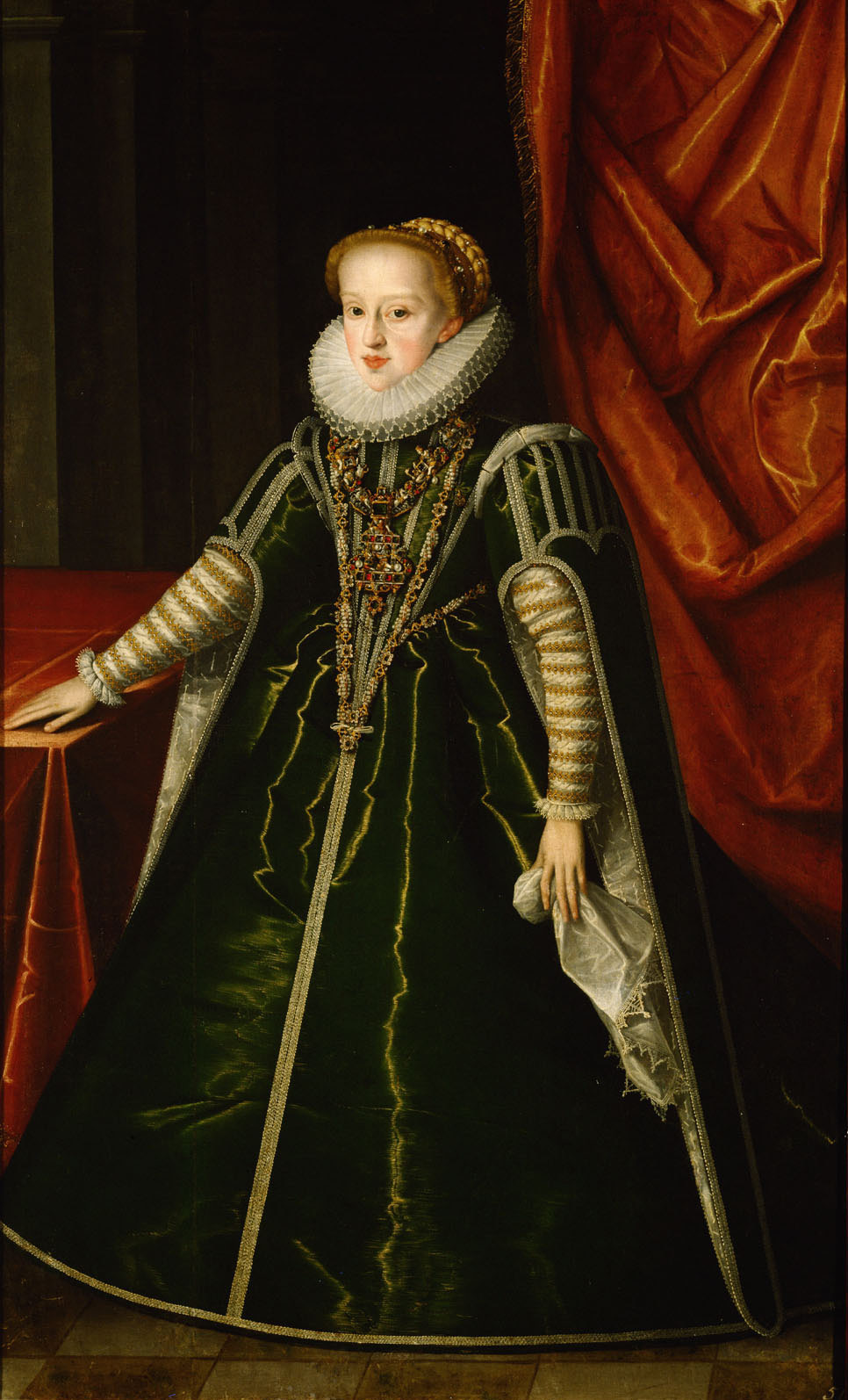
Erzherzogin Gregoria Maximiliane (1581–1597)
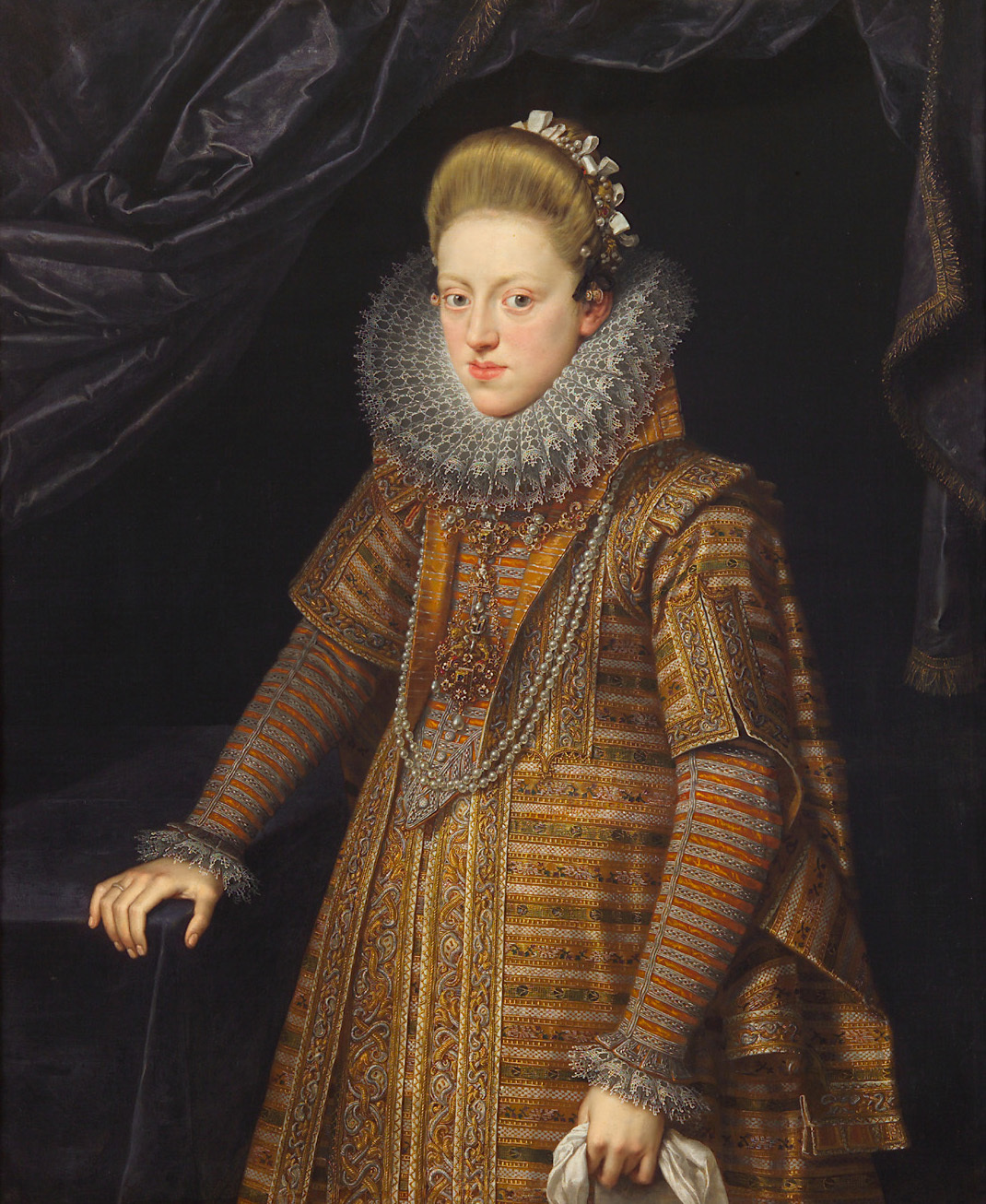
Erzherzogin Eleonore (1582–1620), Stiftsdame zu Hall/Tirol
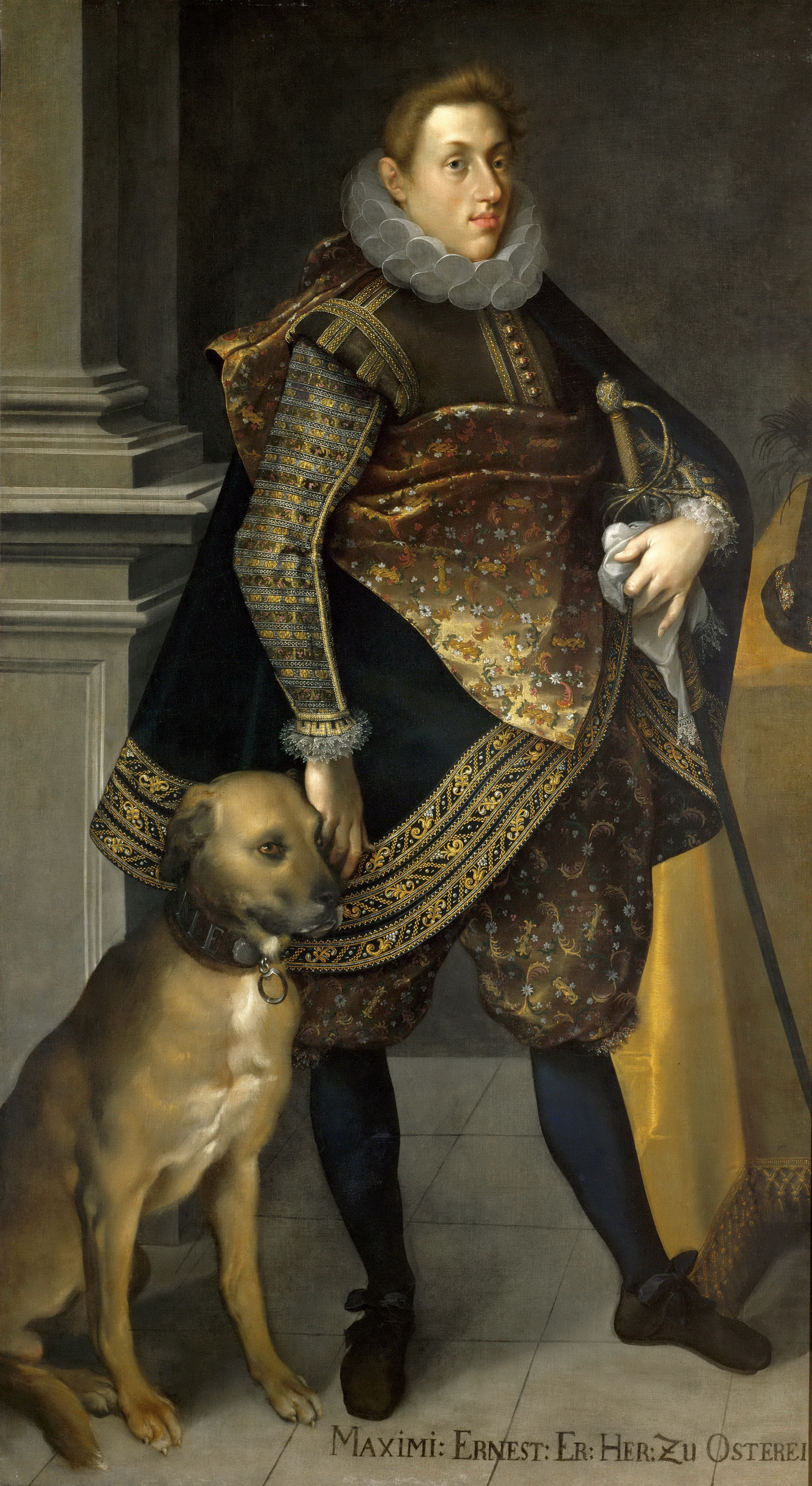
Erzherzog Maximilian Ernst (1583–1616), seit 1615 Hoch- und Deutschmeister

## Ahnentafel
| Ahnentafel Karl II. von Innerösterreich            | Ahnentafel Karl II. von Innerösterreich                                                 | Ahnentafel Karl II. von Innerösterreich                                                 | Ahnentafel Karl II. von Innerösterreich                                                     | Ahnentafel Karl II. von Innerösterreich                                                     | Ahnentafel Karl II. von Innerösterreich                                                     | Ahnentafel Karl II. von Innerösterreich                                                     | Ahnentafel Karl II. von Innerösterreich                                                     | Ahnentafel Karl II. von Innerösterreich                                                     |
| -------------------------------------------------- | --------------------------------------------------------------------------------------- | --------------------------------------------------------------------------------------- | ------------------------------------------------------------------------------------------- | ------------------------------------------------------------------------------------------- | ------------------------------------------------------------------------------------------- | ------------------------------------------------------------------------------------------- | ------------------------------------------------------------------------------------------- | ------------------------------------------------------------------------------------------- |
| Ururgroßeltern                                     | Kaiser Friedrich III. (1415–1493) ⚭ 1452 Eleonore Helena von Portugal (1436–1467)       | Herzog Karl (Burgund) (1433–1477) ⚭ 1454 Isabelle de Bourbon (1437–1465)                | König Johann II. (Aragón) (1397–1479) ⚭ 1444 Juana Enríquez (1425–1468)                     | König Johann II. (Kastilien) (1405–1454) ⚭ 1447 Isabella von Portugal (1428–1496)           | Władysław II. Jagiełło (1362–1434), König von Polen ⚭ 1422 Sophie Holszańska (1405–1461)    | König Albrecht II. (1397–1439) ⚭ 1421 Elisabeth von Luxemburg (1409–1442)                   | Jean IV. de Foix-Grailly (1410–1485) ⚭ Margarethe de la Pole                                | Graf Gaston IV. (Foix) (1423–1472) ⚭ 1436 Königin Eleonore (Navarra) (1425–1479)            |
| Urgroßeltern                                       | Kaiser Maximilian I. (1459–1519) ⚭ 1477 Maria von Burgund (1457–1482)                   | Kaiser Maximilian I. (1459–1519) ⚭ 1477 Maria von Burgund (1457–1482)                   | König Ferdinand II. (Aragón) (1452–1516) ⚭ 1469 Königin Isabella I. (Kastilien) (1451–1504) | König Ferdinand II. (Aragón) (1452–1516) ⚭ 1469 Königin Isabella I. (Kastilien) (1451–1504) | Kasimir IV. Jagiełło (1427–1492), König von Polen ⚭ 1454 Elisabeth von Habsburg (1437–1505) | Kasimir IV. Jagiełło (1427–1492), König von Polen ⚭ 1454 Elisabeth von Habsburg (1437–1505) | Graf Gaston II. de Foix-Candale († 1500) ⚭ 1469 Catharine von Foix                          | Graf Gaston II. de Foix-Candale († 1500) ⚭ 1469 Catharine von Foix                          |
| Großeltern                                         | König Philipp I. (Kastilien) (1478–1506) ⚭ 1496 Königin Johanna (Kastilien) (1479–1555) | König Philipp I. (Kastilien) (1478–1506) ⚭ 1496 Königin Johanna (Kastilien) (1479–1555) | König Philipp I. (Kastilien) (1478–1506) ⚭ 1496 Königin Johanna (Kastilien) (1479–1555)     | König Philipp I. (Kastilien) (1478–1506) ⚭ 1496 Königin Johanna (Kastilien) (1479–1555)     | König Vladislav II. (Böhmen und Ungarn) (1456–1516) ⚭ 1502 Anne de Foix-Candale (1484–1506) | König Vladislav II. (Böhmen und Ungarn) (1456–1516) ⚭ 1502 Anne de Foix-Candale (1484–1506) | König Vladislav II. (Böhmen und Ungarn) (1456–1516) ⚭ 1502 Anne de Foix-Candale (1484–1506) | König Vladislav II. (Böhmen und Ungarn) (1456–1516) ⚭ 1502 Anne de Foix-Candale (1484–1506) |
| Eltern                                             | Kaiser Ferdinand I. (1503–1564) ⚭ 1521 Anna von Böhmen und Ungarn (1503–1547)           | Kaiser Ferdinand I. (1503–1564) ⚭ 1521 Anna von Böhmen und Ungarn (1503–1547)           | Kaiser Ferdinand I. (1503–1564) ⚭ 1521 Anna von Böhmen und Ungarn (1503–1547)               | Kaiser Ferdinand I. (1503–1564) ⚭ 1521 Anna von Böhmen und Ungarn (1503–1547)               | Kaiser Ferdinand I. (1503–1564) ⚭ 1521 Anna von Böhmen und Ungarn (1503–1547)               | Kaiser Ferdinand I. (1503–1564) ⚭ 1521 Anna von Böhmen und Ungarn (1503–1547)               | Kaiser Ferdinand I. (1503–1564) ⚭ 1521 Anna von Böhmen und Ungarn (1503–1547)               | Kaiser Ferdinand I. (1503–1564) ⚭ 1521 Anna von Böhmen und Ungarn (1503–1547)               |
| Erzherzog Karl II. von Innerösterreich (1540–1590) |                                                                                         |                                                                                         |                                                                                             |                                                                                             |                                                                                             |                                                                                             |                                                                                             |                                                                                             |